# Meždusopočnyj
Il Meždusopočnyj (in russo Междусопочный?) è uno stratovulcano spento situato nella Kamčatka centrale. Appartiene alla cintura vulcanica della catena Centrale e si trova sul suo versante occidentale. Geograficamente la struttura vulcanica ha una forma leggermente allungata in direzione nord-ovest. La sua altezza massima è di 1 641 m. La composizione delle eruzioni è rappresentata dai basalti.